# Pia Wallén
Pia Elisabeth Wallén, född 23 mars 1957 i Uppsala, är en svensk formgivare och modeskapare, känd främst för sin textildesign men hon har även sysslat med andra material. Hon är uppväxt i Göteborg och syster till tävlingsseglaren Hans Wallén.
Efter utbildning på Beckmans designhögskola gick Pia Wallén ut från modelinjen 1983. Direkt efter examen fick hon en order från NK-mode på examenskollektionen. Svenska Moderådet tilldelade henne sitt designpris 1984.
Wallén är inspirerad av 1960-talets mode, med namn som Courrèges, Mary Quant och Coco Chanel, av grafisk enkelhet och skandinaviskt formspråk. Hon har förutom kläder formgett filtar, kuddar och mattor liksom smycken, leksaker och annat. Hon arbetar helst med ull och andra naturmaterial, gärna tovade eller valkade textilier. Ett återkommande grafiskt element är ett kors, liknande Röda Korsets symbol, något som Röda Korset till en början protesterade emot.
Pia Wallén driver sedan 2000 företaget Pia Wallén AB på Narvavägen i Stockholm med försäljning på internet. Hon har samarbetat med IKEA, Electrolux, Brio m.fl. företag. 2006 beviljade Konstnärsnämnden henne statlig inkomstgaranti, ”konstnärslön”.